# Макс Блек
Макс Блек (24 лютого 1909, Баку, Російська імперія — 27 серпня 1988, Ітака, США) — британсько-американський філософ, зробив значний вплив на розвиток аналітичної філософії першої половини XX століття. Вніс помітний внесок в такі дисципліни, як філософія мови, філософія математики, філософія науки і філософія мистецтва. Відзначився також виданням і класичним перекладом (разом з Пітером Гічом) робіт таких філософів, як Фреге.

## Життя і кар'єра
Народився в Баку, в Російській імперії (сучасний Азербайджан) в заможній єврейській родині (справжнє прізвище батька Чорний). Виріс уже в Лондоні, куди його сім'я перебралася в 1912 році. З дитинства грав на скрипці і фортепіано і навіть думав про кар'єру професійного піаніста, але в підсумку віддав перевагу кар'єру в галузі математики. Навчався математики в Королівському коледжі при Кембриджі, де розвинув інтерес до філософії математики. В цей час в Кембриджі викладали такі особистості, як Бертран Рассел, Людвіг Вітгенштейн, Джордж Мур і Френк Ремзі, що не могло не вплинути на молодого Блека. Випустився у 1930, після чого отримав грант на річне стажування в Геттінгенському університеті. Там він працював над своєю першою книгою «Природа математики» (видана в 1933 році), пов'язаною з Principia Mathematica Бертрана Рассела і останніми дослідженнями в області філософії математики.
У 1937 році вийшла його робота з філософії науки «Невизначеність: Вправа в логічному аналізі», в якій піддав розгляду, з одного боку, природу та спостережність невизначеності, з іншого боку, можливе значення невизначеності для логіки. У 1939 році Макс захистив докторську дисертацію по темі «Теорії логічного позитивізму».
У 1936—1940 роках викладав у Лондонському університеті, а потім на запрошення Університету Урбана в Іллінойсі перебрався до США і протягом 6 років викладав на кафедрі філософії.
З 1946 по 1977 рік був професором філософії Корнельського університету в Ітаці. За час роботи отримав громадянство США (натуралізований в 1948 році) і був обраний членом Американської академії мистецтв і наук у 1963. Після 1977 року, не перериваючи наукової діяльності, читав лекції у великому числі університетів різних країн світу.
З 1981 по 1984 рік Блек був президентом Міжнародного Інституту Філософії (Париж).

## Внесок
Видатний учений, його праці в галузі філософії мови, філософії математики та науки в цілому, філософії мистецтва та концептуального аналізу зіграли важливу роль у розвитку аналітичної філософії. Автор понад 200 наукових робіт.

## Вибрана бібліографія
- Black, Max (1937). «Vagueness: An exercise in logical analysis». Philosophy of Science 4: 427—455. Reprinted in R. Keefe, P. Smith (eds.): Vagueness: A Reader, MIT Press 1997, ISBN 978-0-262-61145-9
- Black, Max (1949). Language and philosophy: Studies in method, Ithaca: Cornell University Press.
- Black, Max (1954). "Metaphor, " Proceedings of the Aristotelian Society, 55, pp. 273—294.
- Black, Max (1962). Models and metaphors: Studies in language and philosophy, Ithaca: Cornell University Press.
- Black, Max (1979). "More about Metaphor, " in A. Ortony (ed): Metaphor & Thought.